# Hôtel Verdelin
L’hôtel Verdelin est un hôtel particulier situé 35 à 39 rue de l'Isle-d'Or à Cognac, dans le département de la Charente.